# Liolaemus buergeri
Espèce
Statut de conservation UICN

 LC  : Préoccupation mineure
Liolaemus buergeri est une espèce de sauriens de la famille des Liolaemidae.

## Répartition
Cette espèce se rencontre en Argentine dans les provinces de Neuquén et de Mendoza et au Chili dans la région du Maule.

## Description
C'est un saurien vivipare.

## Étymologie
Cette espèce est nommée en l'honneur d'Otto Bürger.

## Publication originale
- Werner, 1907 : Sobre algunos lagartos nuevos clasificados i descritos in Bürger, 1907 : Estudios sobre reptiles chilenos. Anales de la Universidad de Chile, vol. 121, p. 149-155.